# Ruf CTR Anniversary
 (avril 2024).
La Ruf CTR Anniversary est une voiture de sport de haute performance fabriquée par le constructeur automobile allemand Ruf Automobile. Le véhicule a a été présenté en mars 2017 au 87e salon de l'automobile de Genève, exactement trente ans après l'introduction de la Ruf CTR originale, et est construit pour rendre hommage à ce modèle.

## Histoire
Bien que la CTR Anniversary ressemble visuellement à une Porsche 911, elle ne repose pas sur une carrosserie 911 existante. Son châssis et sa carrosserie ont été conçus et fabriqués par Vela Performance à Berlin, en Allemagne, tandis que l’assemblage final est réalisé au siège de Ruf à Pfaffenhausen.
La voiture repose sur une monocoque en plastique renforcé de fibres de carbone, associée à un sous-châssis vissé en acier tubulaire et en métal léger. Sa carrosserie, inspirée de la Porsche 964, est fabriquée en stratifié de fibre de carbone, ce qui permet d’atteindre un poids à sec de seulement 1 200 kg.
Le châssis intègre une suspension développée en interne, utilisant des doubles triangles ainsi que des ressorts et amortisseurs intérieurs actionnés par des tiges de poussée.
Sous le capot, la nouvelle CTR est équipée d’un moteur six cylindres à plat biturbo de 3,6 litres refroidi par eau, développant 700 ch à 6 750 tr/min et un couple de 880 N⋅m disponible entre 2 750 et 4 000 tr/min. Grâce à cette motorisation, elle accélère de  0 à 100 km/h en moins de 3,5 secondes et peut atteindre une vitesse de pointe de 360 km/h. La puissance est transmise aux roues arrière par une boîte manuelle à 7 rapports couplée à un différentiel autobloquant.
La CTR Anniversary intègre également des éléments de design rétro inspirés de la CTR originale, notamment l’aileron arrière en « queue de baleine », les roues à cinq branches, ainsi que l’intérieur et le volant au style classique.
Son prix est fixé à 892 500 €, et sa production est limitée à seulement 50 exemplaires,, fabriqués à Pfaffenhausen depuis 2019.

## Galerie

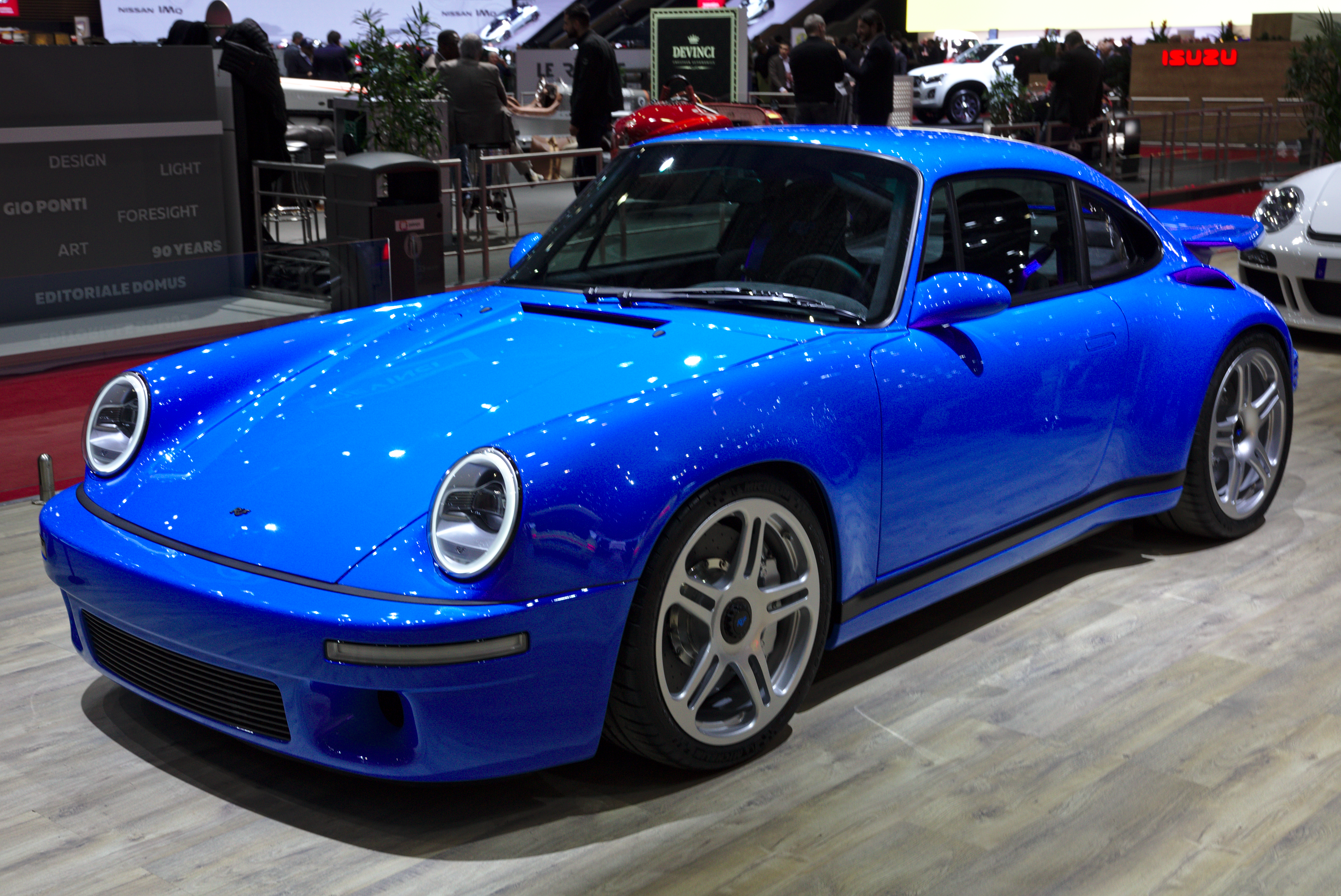
Ruf CTR Anniversary au salon international de l'automobile de Genève 2019 (vue de face).
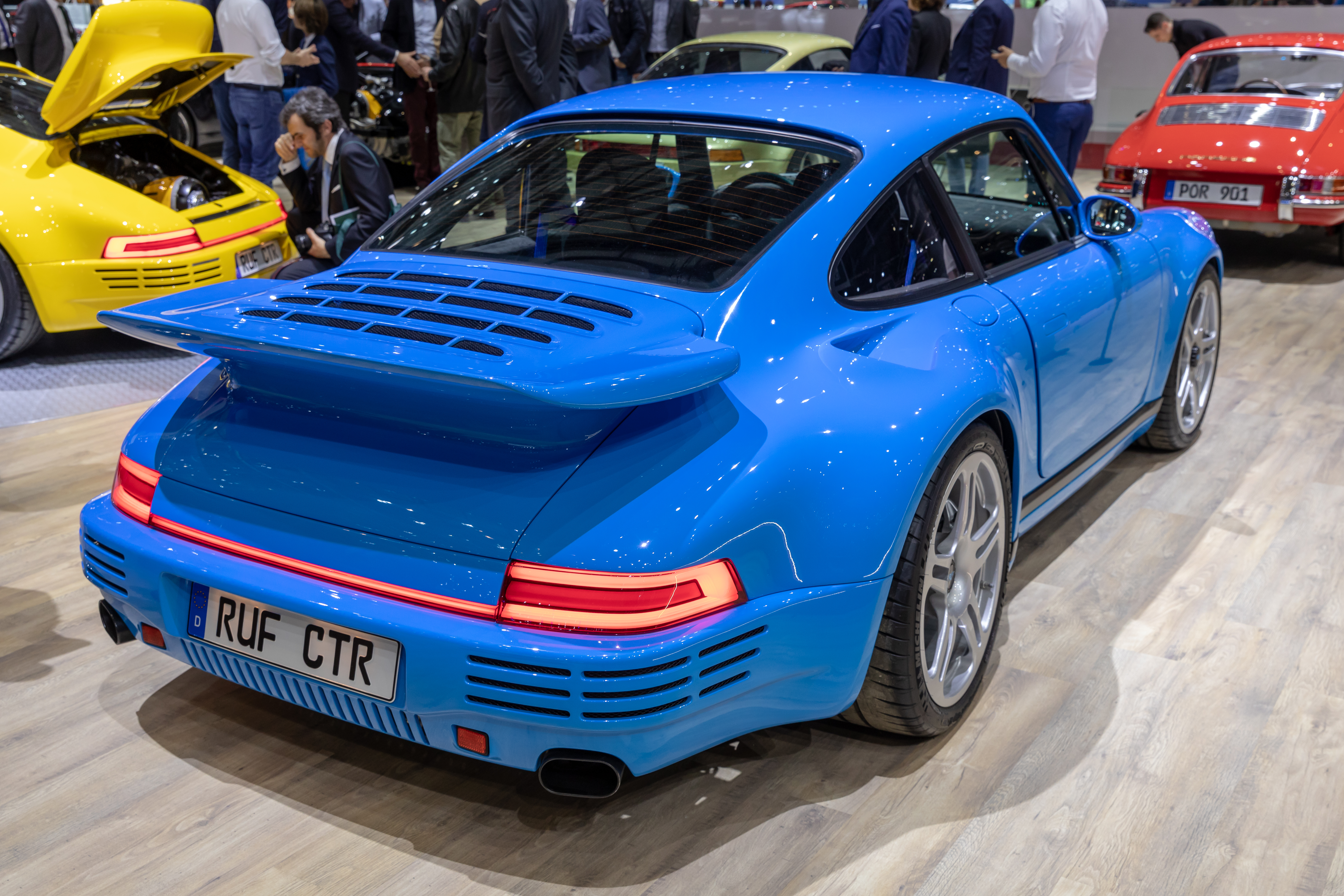
Vue arrière.